# أوترا
أوترا (بالنرويجية: Otra) هو أكبر نهر في منطقة جنوب النرويج. ينبع من جبال سيتسدالسهاينه (Setesdalsheiene) عند بحيرة بريدفوتنات (Breidvatnet) الواقعة في بلدية بيكله بمقاطعة أوست أغدر، من جهة جنوبي بلدية فينيه بمقاطعة تلمارك. يتدفق النهر جارياً باتجاه الجنوب ليمر عبر بلديات بيكله وفاله وبيغلاند وأفيو أوهونيس وإيفلاند والواقعة جميعها ضمن مقاطعة أوست أغدر قبل عبوره واختراقه لأراضي مقاطعة فست أغدر ومروره ببلديتي فينشلا وكريستيانساند. يصب النهر في خليج سكاغيراك في وسط مدينة كريستيانساند الواقعة على الساحل الجنوبي للنرويج.
يبلغ طول نهر أوترا 245 كيلومتر (152 ميل) ما يجعله ثامن أكبر نهر في النرويج. وينتشر على طول مجرى النهر العديد من البحيرات الكبيرة ومنها بحيرة بيغلاندزفيوردن (Byglandsfjorden). كما بُني على طول مجرى النهر 12 محطة طاقة كهرومائية وتعمل هذه المحطات على توليد معظم الطاقة الكهربائية للجزء الجنوبي من البلاد.
تعيش أسماك السلمون جيداً في نهر أوترا لأن المياه ليست حمضية كثيراً. تعمل الصخور الكلسية في منطقة مستجمع المياه عند الطرف الشمالي من وادي سيتسلدال (Setesdal) بإعطاء المياه قدرة عازلة معينة تمنع تحمضه.